# Milou a maggio
Milou a maggio è un film del 1990 diretto da Louis Malle, ambientato nella regione francese del Gers (Sud-Ovest) all'epoca del cosiddetto maggio francese (fine maggio 1968). Si tratta d'una commedia critica nei confronti dei difetti della borghesia; difetti che appaiono dilatati dal contrasto con le aspirazioni di cambiamento del 1968.

## Trama
Durante il cosiddetto "Maggio Francese" del 1968, l'anziana signora Vieuzac vive serenamente nella sua bella tenuta di campagna nella zona del Sud-Ovest francese, con il figlio Milou e la fedele governante Adèle. Quando la signora Vieuzac muore improvvisamente, Milou fissa la data del funerale e convoca i parenti. In un clima concitato di visite alla defunta, sullo sfondo i radiogiornali informano sulla situazione a Parigi: proteste, scontri e dichiarazioni ufficiali. È in corso uno sciopero generale di proporzioni enormi: tutta la Francia è paralizzata, scarseggiano la benzina e i generi alimentari. In questo clima sospeso, incerto ma anche distante dai luoghi della protesta, arrivano i parenti di Milou: la figlia Camille con i nipoti (Françoise e due piccoli gemelli), il fratello Georges con la moglie inglese Lily e la nipote Claire con un'amica.
Georges è un giornalista al termine della carriera e sembra essere più attento alla politica che all'eredità e al funerale della madre; trascura la moglie Lily, che mostra simpatia per Milou. Camille è una donna perbenista, scontenta del ménage famigliare, distratta nei confronti dei figli e ancora innamorata del notaio Daniel, sua passione giovanile, con cui ha ripreso la relazione durante l'assenza del marito, sempre distante perché ossessionato dagli impegni di lavoro. La donna s'appropria furtivamente dell'anello della nonna, mostrando un'indole egoista e interessata ai beni materiali.
Claire è la figlia della sorella defunta di Milou e Georges; claudicante a causa dell'incidente in cui persero la vita i suoi genitori, giunge in compagnia d'una giovane e bella amica, aspirante ballerina, che ama e della quale è molto gelosa. Camille vuole subito passare alla spartizione dei beni, i cui eredi sono Milou, Georges e Claire. La sua insistenza indispone Milou, che vorrebbe mantenere intatta la proprietà, senza dividerla in parti uguali, preservandola come simbolo e luogo d'aggregazione e identità della famiglia. Intanto il funerale non ha luogo poiché lo sciopero blocca ogni attività. Il notaio Daniel apre il testamento e, inaspettatamente, è la domestica Adèle a essere nominata erede d'un quarto dei beni.
Grazie al passaggio d'un camionista che si trattiene in casa Vieuzac, arriva da Parigi anche Pierre-Alain, figlio di Georges, che riferisce le vicende dei disordini cui ha partecipato: si dice favorevole al cambiamento e afferma che stanno cadendo le barriere tra operai e studenti e che l'amore trionfa. Il clima tra i parenti si fa via via più disteso e i rapporti personali si rasserenano. S'inneggia al libero amore e si festeggiano le nuove idee, malgrado la presenza della defunta nonna sul cataletto nella libreria. Sotto il grande cedro all'esterno della tenuta, in un luogo scelto con Milou, il vecchio giardiniere scava una tomba per la signora Vieuzac, dato che le cose paiono andare ancora per le lunghe. Intanto il fantasma della defunta appare nel parco. La notizia della rivoluzione spaventa la borghesia e alcuni vicini benestanti, temendo per la loro sicurezza, fanno visita ai Vieuzac e li terrorizzano al punto da indurli tutti ad abbandonare la casa e a salire in collina per timore d'assalti dei rivoluzionari.
Dopo una nottata difficile, trascorsa vagando per i colli sotto un acquazzone, il gruppo è raggiunto da Adèle, che porta la notizia del cessato pericolo: il generale De Gaulle ha ripreso saldamente il controllo del Paese e tutto torna alla normalità. Rientrati alla villa, gli eredi riprendono la divisione di mobili e suppellettili. Il clima d'aggregazione svanisce, ognuno pensa nuovamente a se stesso e si riveste dei panni borghesi. Tutti gli ospiti ripartono e lasciano la casa spoglia, dove Milou sente il suono d'un pianoforte: è il fantasma della defunta signora Vieuzac che suona e poi si mette a ballare con Milou.

## Premi
- 1991 - Premio César
  - Migliore attrice non protagonista a Dominique Blanc
  - Candidatura Miglior attore protagonista Michel Piccoli
  - Candidatura Migliore attrice protagonista a Miou-Miou
  - Candidatura Miglior attore non protagonista a Michel Duchaussoy
- 1991 - British Academy Film Awards
  - Candidatura Miglior film straniero (Francia)
- 1990 - David di Donatello
  - Miglior regista straniero (Francia)
  - Candidatura Migliore attrice straniera a Miou-Miou